# Automobiles Lambert
Lambert war ein französischer Hersteller von Automobilen.

## Unternehmensgeschichte
Germain Lambert (1904–1983), der zuvor bei La Buire tätig war, gründete 1926 das Unternehmen Automobiles Lambert in Mâcon und begann mit der Produktion von Automobilen. Der Markenname lautete Lambert. 1929 erfolgte der Umzug nach Reims, und 1948 nach Giromagny. 1953 endete die Produktion. Insgesamt entstanden etwa 150 Fahrzeuge.

## Fahrzeuge

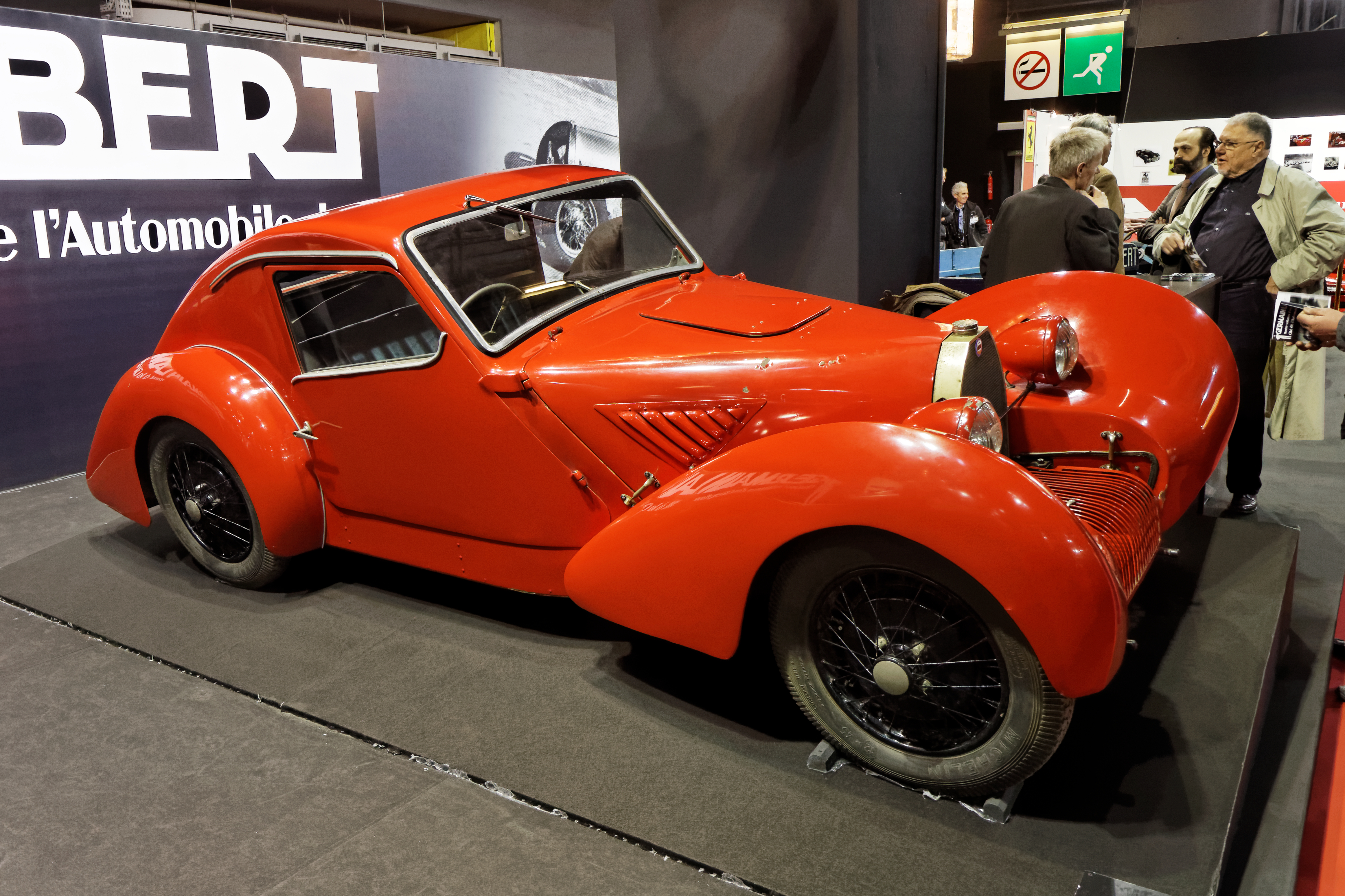
Lambert Coupé (1948)

Das erste Modell Sans Choc wurde von einem Einbaumotor von Ruby angetrieben. 1931 folgte ein Modell mit Frontantrieb mit dem gleichen Motor. Ab 1933 wurde das Modell Bébé sans choc mit einem Einzylindermotor und Frontantrieb angeboten. Während des Zweiten Weltkriegs entstanden Elektroautos. Nach 1948 wurden noch kleine Sportwagen und Coupés mit 1100 cm³ Hubraum hergestellt.